# Кампо (Колорадо)
Кампо (англ. Campo) — місто (англ. town) в США, в окрузі Бака штату Колорадо. Населення — 103 особи (2020).

## Географія
Кампо розташоване за координатами 37°6′17″ пн. ш. 102°34′44″ зх. д. / 37.10472° пн. ш. 102.57889° зх. д. (37.104711, -102.578798).  За даними Бюро перепису населення США в 2010 році місто мало площу 0,37 км², уся площа — суходіл.

### Клімат
| Клімат : Кампо        | Клімат : Кампо | Клімат : Кампо | Клімат : Кампо | Клімат : Кампо | Клімат : Кампо | Клімат : Кампо | Клімат : Кампо | Клімат : Кампо | Клімат : Кампо | Клімат : Кампо | Клімат : Кампо | Клімат : Кампо | Клімат : Кампо |
| Показник              | Січ.           | Лют.           | Бер.           | Квіт.          | Трав.          | Черв.          | Лип.           | Серп.          | Вер.           | Жовт.          | Лист.          | Груд.          | Рік            |
| Середній максимум, °C | 8,3            | 10,6           | 15,0           | 20,6           | 25,6           | 31,1           | 33,9           | 32,8           | 28,3           | 21,7           | 14,4           | 8,3            | 20,8           |
| Середній мінімум, °C  | −5,6           | −3,9           | 0,0            | 4,4            | 10,6           | 15,6           | 18,9           | 18,3           | 13,3           | 6,1            | 0,0            | −5             | 6,1            |
| --------------------- | -------------- | -------------- | -------------- | -------------- | -------------- | -------------- | -------------- | -------------- | -------------- | -------------- | -------------- | -------------- | -------------- |
| Джерело: Accuweather  |                |                |                |                |                |                |                |                |                |                |                |                |                |

## Демографія
Згідно з переписом 2010 року, у місті мешкало 109 осіб у 47 домогосподарствах у складі 26 родин. Густота населення становила 292 особи/км².  Було 75 помешкань (201/км²).
Расовий склад населення:
| - 89,0 % — білих - 4,6 % — корінних американців - 0,9 % — азіатів - 5,5 % — осіб інших рас |

До двох чи більше рас належало 0,0 %. Частка іспаномовних становила 12,8 % від усіх жителів.
За віковим діапазоном населення розподілялося таким чином: 25,7 % — особи молодші 18 років, 54,1 % — особи у віці 18—64 років, 20,2 % — особи у віці 65 років та старші. Медіана віку мешканця становила 47,5 року. На 100 осіб жіночої статі у місті припадало 84,7 чоловіків;  на 100 жінок у віці від 18 років та старших — 92,9 чоловіків також старших 18 років.
Цивільне працевлаштоване населення становило 16 осіб. Основні галузі зайнятості: будівництво — 50,0 %, сільське господарство, лісництво, риболовля — 18,8 %, публічна адміністрація — 6,3 %.